# Ottokar von Witzendorff

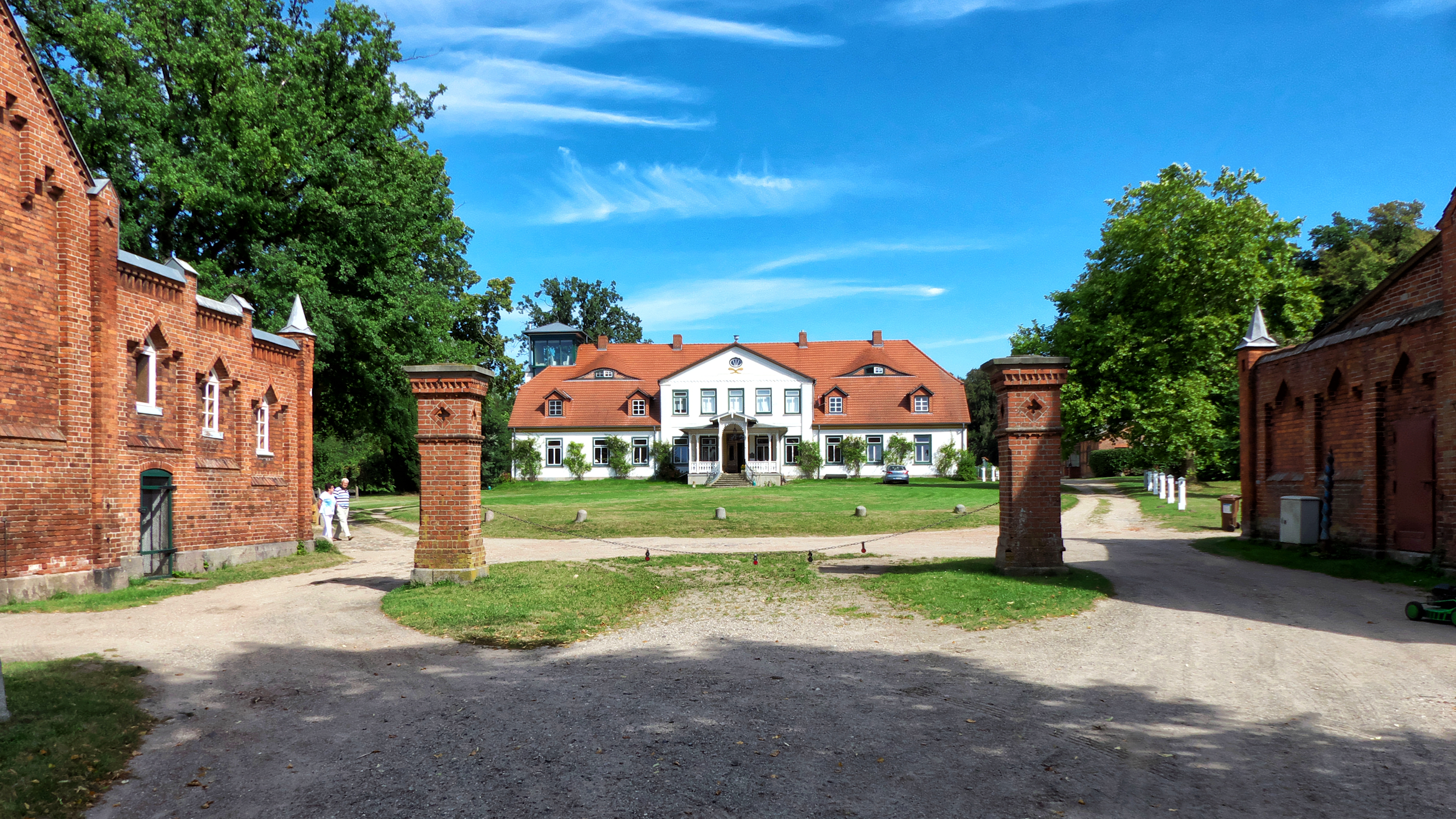
Gutshof Groß Zecher

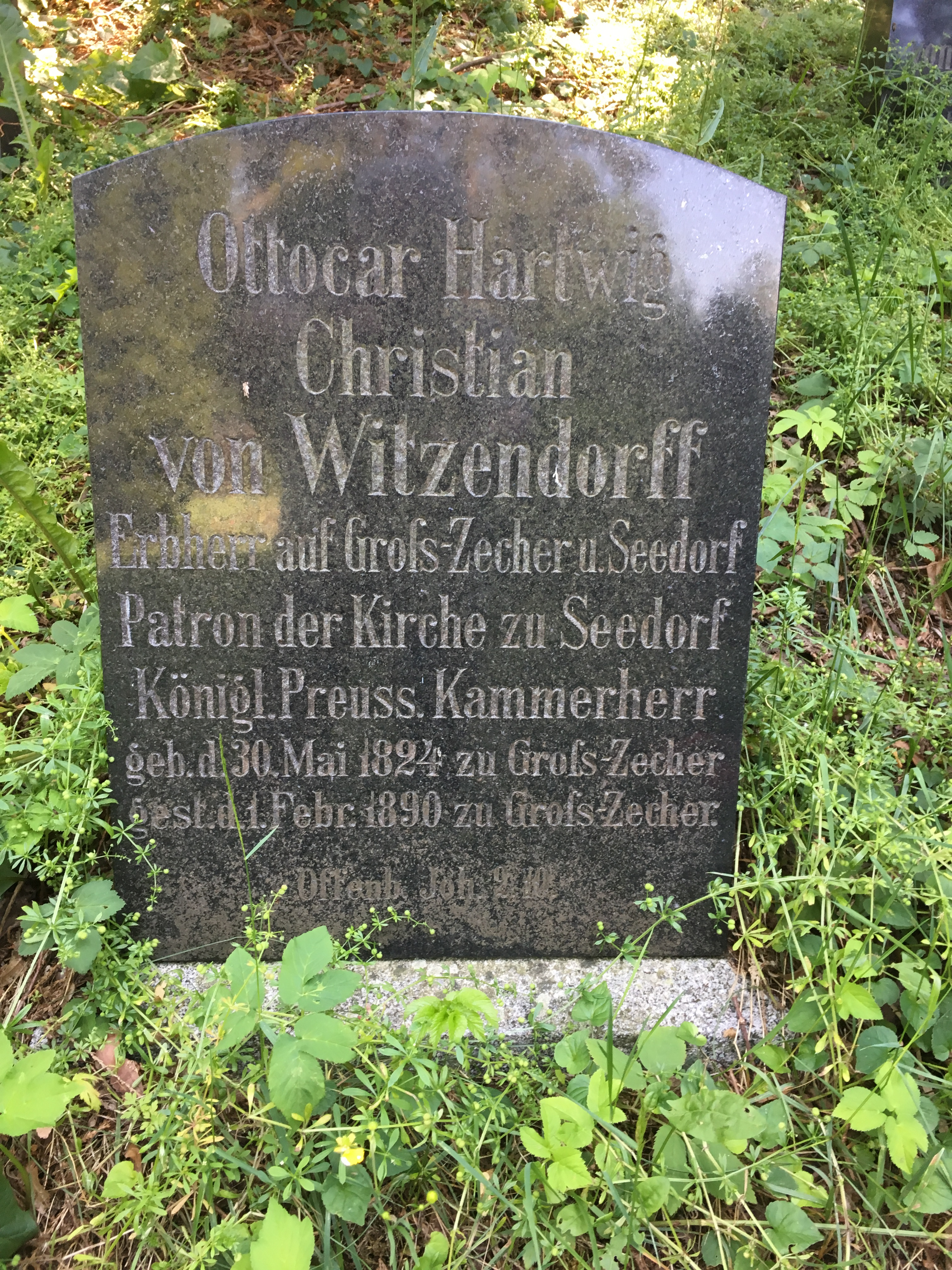
Grabstein des Ottokar von Witzendorff. St.-Clemens-St.-Katharinen-Kirche Seedorf

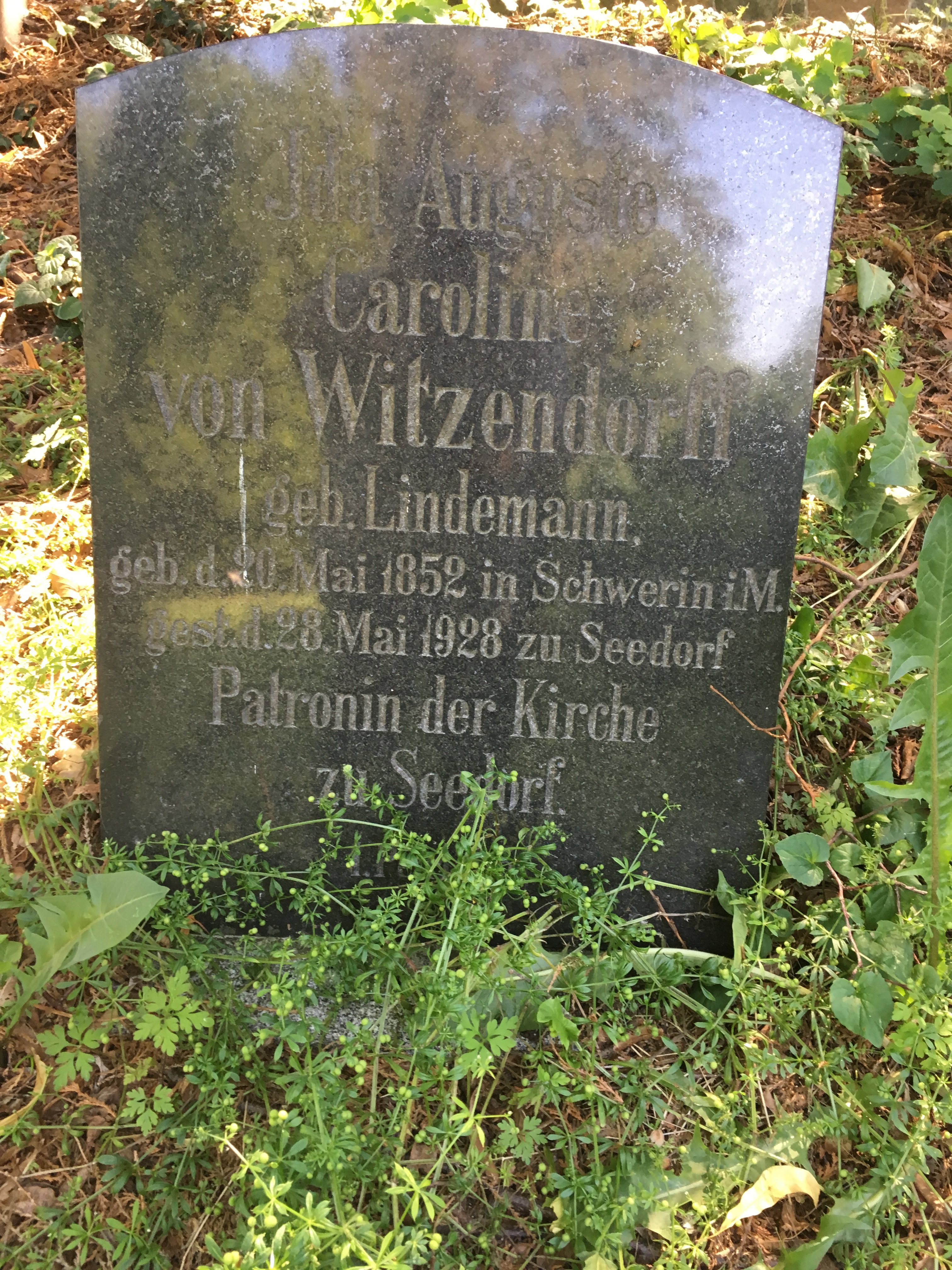
Grabstein für die Ehefrau und Gutserbin I. A. C. von Witzendorff. St.-Clemens-St.-Katharinen-Kirche Seedorf

Ottokar Christian Hartwig von Witzendorff, auch Ottocar Hartwig Christian von Witzendorff (* 30. Mai 1824 in Groß Zecher; † 1. Februar 1890 ebenda), war ein deutscher Gutsbesitzer und Landrat.

## Leben
Ottokar von Witzendorff entstammte dem briefadeligen niedersächsischen Adelsgeschlecht Witzendorff. Er war der jüngere Sohn und eins von neun Kindern von Karl (Karl Gotthard Hieronymus) von Witzendorff (1771–1841) und dessen Frau Henriette Luise Adelheit von Seebach (1799–1878). Er besuchte das Johanneum Lüneburg bis 1843 und studierte Rechtswissenschaften an der Universität Göttingen.
Nach dem Tod seines älteren Bruders Wilhelm August Maximilian von Witzendorff (1822–1849) erbte er den Familienfideikommiss Groß Zecher und die Allodialgüter Webelsfelde (heute Ortsteil von Mühlen Eichsen) und Seedorf (Lauenburg), um deren Verwaltung er sich fortan kümmerte. Mit dem Besitz von Seedorf verbunden war das Kirchenpatronat für die St.-Clemens-St.-Katharinen-Kirche in Seedorf.
Daneben war er über 20 Jahre lang eine der entscheidenden Persönlichkeiten im politischen Leben des kleinen Herzogtums Lauenburg in den turbulenten Jahren des mehrfachen Wechsels der Oberherrschaft zwischen Dänemark, Österreich und Preußen. Am 14. Juni 1850 berief ihn die Königlich Dänische Regierung in eine Kommission aus sechs „achtbaren“ lauenburgischen Männern. Neben Witzendorff waren das Graf Ludwig Ferdinand von Kielmannsegg auf Gülzow, Amtmann Joachim Bernhard Susemihl, Justizrat Eduard Friedrich Walter, Senator Wilhelm Dahm in Mölln und Gutsbesitzer Ernst Philipp Berckemeyer. Sie sollten einen Entwurf für eine Verfassung des Herzogtums vorlegen, die den Zustand von vor 1848 wiederherstellen sollte. Das landesherrliche Patent vom 20. Dezember 1853 betreffend die innere Verfassung des Herzogtums Lauenburg schuf eine neue alte landständische Ordnung unter der absoluten dänischen Oberhoheit.
Innerhalb dieser Ordnung war von Witzendorff ritterschaftlicher Abgeordneter zum ständischen Landtag im Herzogtum Lauenburg und ritterschaftlicher Konsistorialassessor im Ratzeburger Konsistorium. Nach der Besetzung des Herzogtums im Deutsch-Dänischen Krieg wurde er am 21. Oktober 1864 auf Vorschlag der Ritter- und Landschaft von den Bundeskommissaren zum Landrat für das Herzogtum Lauenburg ernannt.
Als das Herzogtum in Folge der Gasteiner Konvention an Preußen kam, bemühte sich v. Witzendorff darum, die Ablöseverhandlungen im Sinne der Landschaft zu gestalten. Es gelang ihm mit anderen, die Sonderstellung des Lauenburgischen Landeskommunalverbands und andere Privilegien zu bewahren. 1875, nunmehr als Landschaftsrat (im Unterschied zum preußischen Landrat), wurde er Patronatsvertreter für die Lauenburgische Gelehrtenschule.
Seine 1869 geschlossene Ehe mit Ida Auguste Karoline Lindemann (1852–1928), einer Tochter des Schweriner Gaswerk-Besitzers Johann Georg Friedrich Lindemann (1805–1872), blieb kinderlos. So starb mit ihm diese Unterlinie der Witzendorffs aus. Er wurde auf dem Kirchhof an der St.-Clemens-St.-Katharinen-Kirche in Seedorf beigesetzt. Nach seinem Tod wurde seine Witwe Herrin auf Gut Seedorf. Sie errichtete dort als Herrenhaus das heute Schloss Seedorf genannte Gebäude. 
Erbe auf Groß Zecher wurde der Fideikommissherr Karl von Witzendorff (1855–1918). Ihm folgte der Sohn, der namensgleiche Ottokar von Witzendorff, geboren 1892 in Rostock, dann dessen Sohn Harald von Witzendorff (1932–2017). Heute leiten Hannelore und Catharine von Witzendorff die Begüterung.

## Auszeichnungen
- Königlich preußischer Kammerherr (1865)[11]
- Roter Adlerorden, 3. Klasse
- Johanniterorden, Ehrenritter (1884)[12]